# Alberto Alcalá Luna
Alberto Alcalá Luna (Lima, 12 de septiembre de 1963) es un marino peruano. Ostentó el rango de Almirante y el de Comandante general de la Marina de Guerra del Perú hasta el 4 de agosto de 2023.

## Biografía
Alcalá nació el 12 de septiembre de 1963, en Lima. Realizó una maestría en Estudios Estratégicos en el Instituto Universitario Naval de Argentina.

### Trayectoria
En 2013 ascendió al grado de Contralmirante y seis años después, en 2019, logró al grado de vicealmirante. Entre otros cargos, ha sido director general de Recursos Humanos del Ministerio de Defensa. El 5 de agosto de 2021 fue reconocido como nuevo comandante general de la Marina de Guerra del Perú y ascendido al rango de almirante en una ceremonia realizada en la Escuela Naval del Perú, evento que contó con la presencia del ministro de Defensa Walter Ayala. Dicho cargo lo ocupó hasta el 4 de agosto de 2023, fecha en el que Luis Polar Figari asumió como nuevo Comandante general de la Marina de Guerra del Perú.